# Lagunilla
Lagunilla is een gemeente in de Spaanse provincie Salamanca in de regio Castilië en León met een oppervlakte van 42,52 km². Lagunilla telt 496 inwoners (1 januari 2016).

## Demografische ontwikkeling
Bron: INE, 1857-2011: volkstellingen